# Nissan Trade
Nissan Trade — малотоннажний вантажний автомобіль, що випускається компанією Nissan з 1987 по 2001 рік.

## Історія

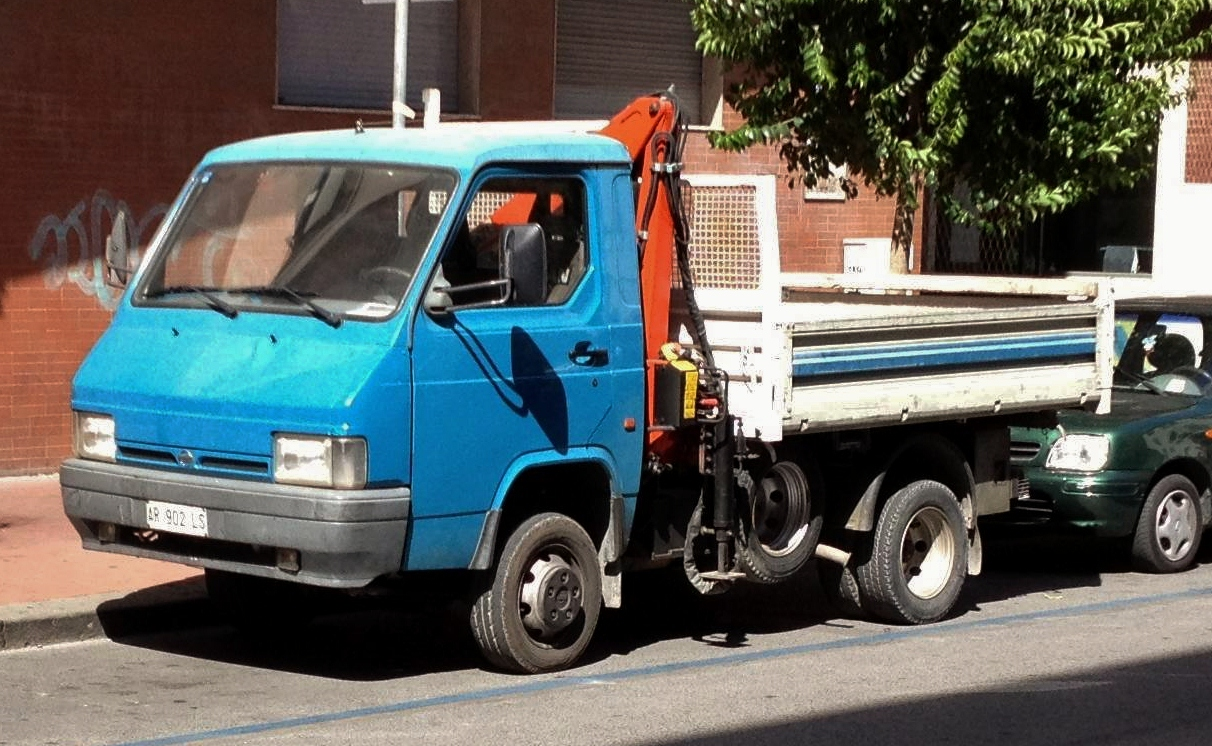

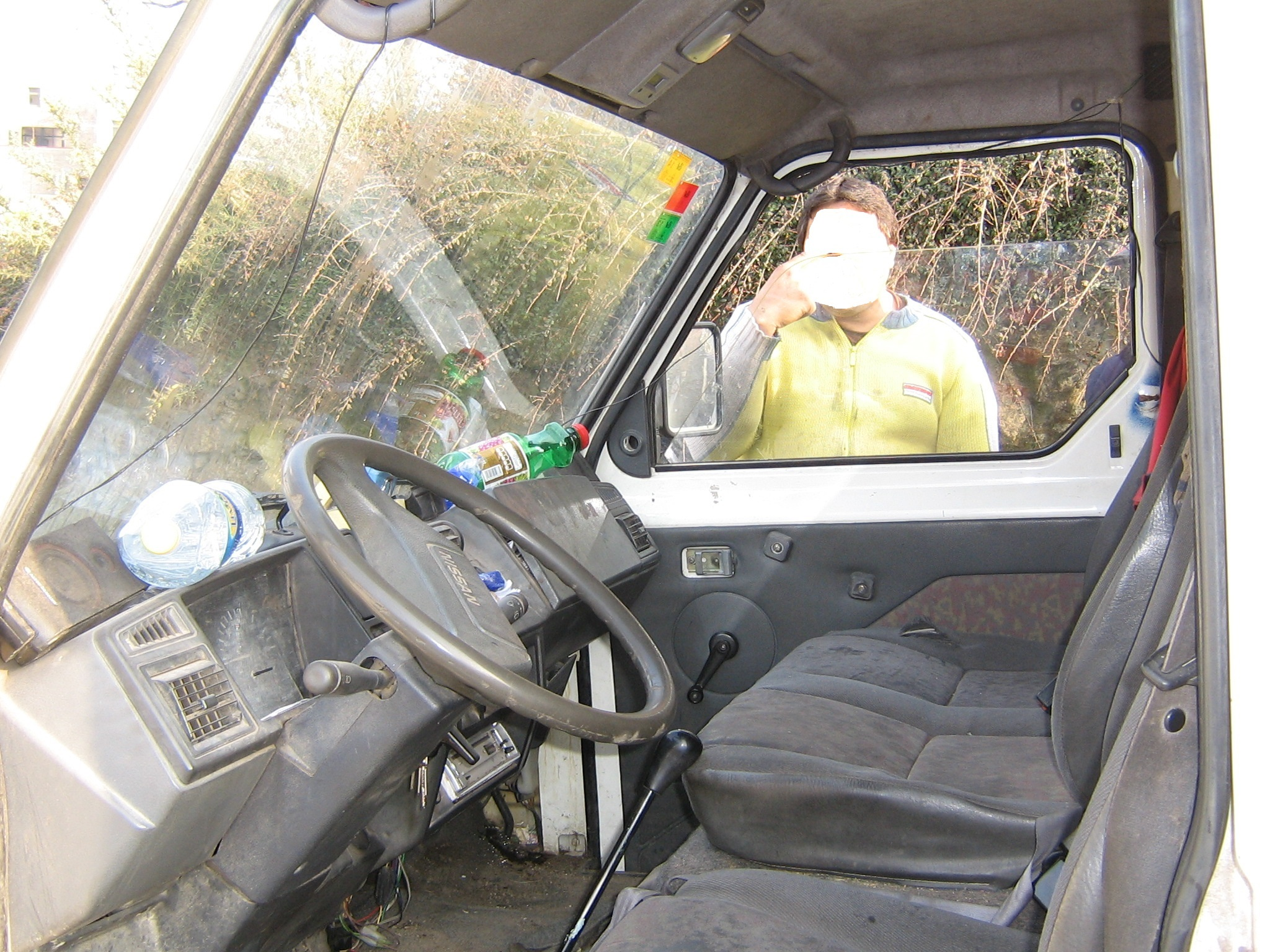

Виробництво автомобіля Nissan Trade стартувало в 1987 році в Іспанії. Являє собою модернізоване шасі Ebro F108.
Автомобілі оснащені двигунами внутрішнього згоряння Perkins. Існувала також версія Trade Van.
У 1993 році було створено спільне підприємство між Nissan і Renault. Згідно з підписаним ліцензійним договором, автомобіль Nissan Trade було вирішено витіснити з конвеєра моделлю Nissan Interstar, але виробництво моделі Nissan Trade продовжилося до 2001 року.

## Двигуни
- 2.5 L TD25 diesel I4
- 2.8 L RD28 diesel I6
- 3.0 L ZD30DD DI diesel I4